# Amerykańska Akademia Pediatryczna
Amerykańska Akademia Pediatryczna (ang. American Academy of Pediatrics, AAP) – organizacja pediatryczna licząca 62 000 członków, której misją jest zapewnienie optymalnego zdrowia fizycznego, psychicznego i społecznego oraz dobrego samopoczucia niemowlętom, dzieciom, młodzieży i młodym dorosłym.
Organizacja została założona w 1930 roku przez grupę 35 pediatrów. W tamtym czasie idea, że dzieci mają unikalne potrzeby zdrowotne była nowa. Organizacja utrzymuje Pediatric History Center, w którym znajdują się dokumenty archiwalne dotyczące historii pediatrii w Stanach Zjednoczonych i Kanadzie oraz samej Akademii.

## Działalność
Amerykańska Akademia Pediatryczna prowadzi działalność naukowo-badawczą, edukacyjną i wydawniczą. Współpracuje też z rządem i innymi organizacjami oraz przygotowuje raporty, praktyczne wytyczne i oświadczenia na różne tematy.

## Struktura
Organizacja ma 59 oddziałów w Stanach Zjednoczonych i 7 w Kanadzie. Jest podzielona na 10 dystryktów. Składa się z Komitetu Wykonawczego, Rady Dyrektorów, 14 departamentów, 26 dywizji, 49 sekcji, 29 komitetów i 9 rad.

## Władze
Komitet Wykonawczy:
- Prezes: Benard P. Dreyer
- Prezes elekt: Fernando Stein
- Ostatni były prezes: Sandra Hassink
- Dyrektor generalny: Karen Remley

Rada Dyrektorów:
- Carole E. Allen
- Warren M. Seigel
- David I. Bromberg
- Jane Meschan Foy
- Richard H. Tuck
- Pamela K. Shaw
- Anthony Dale Johnson
- Kyle Yasuda
- Stuart A. Cohen
- Sara H. Goza

## Publikacje
Amerykańska Akademia Pediatryczna jest największym wydawcą w dziedzinie pediatrii na świecie. Publikuje ponad 300 tytułów dla zwykłych czytelników i ponad 500 dla lekarzy i innych specjalistów z ochrony zdrowia. Akademia wydaje czasopisma edukacyjne i naukowe, magazyny informacyjne oraz podręczniki na takie tematy jak zdrowie w szkole i choroby zakaźne.

### Magazyny
- „APP News” – oficjalny magazyn informacyjny Akademii, zawierający m.in. informacje na temat najważniejszych osiągnięć w dziedzinie pediatrii[10].

### Czasopisma naukowe
- „Hospital Pediatrics” – pierwsze czasopismo w swojej dziedzinie[10].
- „Pediatrics” – sztandarowy periodyk Akademii i wiodące czasopismo w dziedzinie pediatrii[10].
- „Pediatrics in Review” – czasopismo zajmujące się ustawicznym kształceniem medycznym[11].